# Francisco Lara Polop
Francisco Lara Polop (Bolbait, Canal de Navarrés, 1932; - Cunit, Baix Penedès; 20 de maig de 2008) va ser un productor, guionista i director de cinema espanyol.

## Biografia
Després d'estudiar Marina Mercant, treballa en la Companyia Transatlàntica Espanyola. Poc després, no obstant això, encamina els seus passos professionals cap al món del cinema, en el qual s'inicia el 1959. En els seus primers anys treballa a les ordres de directors com Antonio del Amo, José Luis Borau i Manuel Summers.
El 1972 a l'inici de l'auge de les pel·lícules de terror en Espanya, dirigeix la seva primera cinta La mansión de la niebla, protagonitzada per Analía Gadé. En anys successius i coincidint amb l'arribada dels quals va donar a dir-se destapi, rodarà diverses cintes eròtiques com Obsesión, El vicio y la virtud o Clímax, a les que seguirien pel·lícules còmiques igualment emmarcades en el gènere del destape com Historia de S o Adulterio nacional.
El 1990 dirigeix la seva última pel·lícula, El monje, amb Aitana Sánchez-Gijón. Després de treballar com a director de producció a Aquí el que no corre...vuela (1992), es retira de la indústria cinematogràfica.
Apartat de la professió, en els seus últims anys es va dedicar entre altres activitats a ser guia turístic en el Monestir d'El Escorial.

## Filmografia

### Com a director
- El fraile (1990)
- Christina y la reconversión sexual (1984)
- La mujer del juez (1984)
- J.R. contraataca (1983)
- El cabezota (1982)
- Le llamaban J.R. (1982)
- Adulterio nacional (1982)
- La masajista vocacional (1981)
- Adiós... querida mamá (1980)
- La patria del "Rata" (1980)
- Historia de 'S' (1979)
- El asalto al Castillo de la Moncloa (1978)
- Secretos de alcoba (1977)
- Virilidad a la española (1977)
- Clímax (1977)
- Las desarraigadas (1976)
- Sin aliento, sin respiro, sin vergüenza (1976)
- El vicio y la virtud (1975)
- Las protegidas (1975)
- Obsesión (1974)
- Cebo para una adolescente (1974)
- Perversión (1974)
- La mansión de la niebla (1972)

### Com a guionista
- El fraile (1990)
- La mujer del juez (1984)
- El cabezota (1982)
- Adulterio nacional (1982)
- ¿Por qué no hacemos el amor? (1981)
- La patria del "Rata" (1980)
- El asalto al Castillo de la Moncloa (1978)
- Las nuevas aventuras del Zorro (1976)
- Amor casi... libre (1976)
- Las desarraigadas (1976)
- Sin aliento, sin respiro, sin vergüenza (1976)
- El vicio y la virtud (1975)
- Las protegidas (1975)
- Obsesión (1974)
- Cebo para una adolescente (1974)
- Megatón Ye-Ye (1965)

### Com a director de producció
- Aquí, el que no corre... vuela (1992)
- Esos locos cuatreros (1985)
- Hold-Up, instantánea de una corrupción (1977)
- El jorobado de la Morgue (1973)
- El gran amor del conde Drácula (1972)
- Blanca por fuera y Rosa por dentro (1971)
- Black Story (La historia negra de Peter P. Peter) (1971)
- Enseñar a un sinvergüenza (1970)
- Las siete vidas del gato (1970)
- Estambul 65 (1965)
- La niña de luto (1964)
- Del rosa al amarillo (1963)
- Bello recuerdo (1961)

### Com a productor
- La leyenda de la doncella (1994)
- Don Quijote de Orson Welles (1992)
- Sufre mamón (1987)
- Me hace falta un bigote (1986)
- Tiempo de silencio (1986)
- El cabezota (1982)
- El arte de casarse (1966)
- El arte de no casarse (1966)
- Megatón Ye-Ye (1965)
- Crimen de doble filo (1965)
- La niña de luto (1964)